# Catedral de Alejandro Nevsky (Tbilisi)
La Catedral Militar de San Alejandro Nevski de Tiflis (en georgiano: ტფილისის სამხედრო ტაძარი, tp'ilisis samkhedro tadzari; en ruso: Тифлисский Александро-Невский военный собор, Tiflisskiy Aleksandro-Nevskiy voyenny sobor) fue una catedral cristiana ortodoxa en el centro de Tiflis (ahora Tbilisi), Georgia, construida durante el dominio imperial ruso en 1871-1872 y 1889-1897 y demolida por las autoridades soviéticas en 1930. El diseño novedoso de la catedral se convirtió en un estándar para el estilo neobizantino emergente mucho antes de que se completara.

## Historia
La catedral fue erigida para conmemorar la victoria rusa en la guerra del Cáucaso contra los pueblos montañosos del norte del Cáucaso y lleva el nombre del santo medieval ruso Alejandro Nevski. Inicialmente fue patrocinado por el sumo sacerdote del ejército caucásico Sergey Gumilevsky, el gobernador militar conde Sheremetev y el gran duque Mikhail Nikolayevich.
En 1865 se llevó a cabo un concurso de arquitectura para la catedral; el gobierno solicitó que se ejecutara en un estilo "grandioso y magnífico" y que acomodara hasta 2000 fieles en la iglesia superior (de verano). Sin embargo, los fondos asignados para el proyecto, incluso con la provisión de donaciones privadas continuas, fueron insuficientes para estos propósitos. Aunque la junta otorgó el primer premio a una colaboración conjunta de Victor Schroeter y Andrey Huhn, este diseño de ocho cúpulas fue rechazado debido a su alto costo. Al final, la junta optó por un diseño más sencillo de David Grimm. Grimm reutilizó un patrón en forma de cruz inventado por Roman Kuzmin, con cuatro ábsides simétricos estrechamente mezclados con el volumen principal (a diferencia del prototipo de Hagia Sophia con solo dos ábsides principales); sin embargo, su versión se extendió verticalmente, apartándose radicalmente de las formas aplanadas de los primeros templos bizantinos. La composición básica de la catedral de Tiflis se convirtió en un estándar para el estilo bizantino emergente mucho antes de su finalización.
La construcción de la catedral se inició seis años después, el 16 de abril de 1871, en la parte superior del Jardín de Alejandro en la Plaza Gunibsky (más tarde conocida como Plaza Soborny, ahora parte de la Avenida Rustaveli). Sin embargo, menos de un año después fue suspendido indefinidamente. La construcción se reanudó en 1889; en abril de 1891 los constructores terminaron los cimientos y procedieron con la mampostería del muro. 32 años después del concurso de 1865, el 21 de mayo de 1897, la Catedral fue consagrada por el exarca Vladimir de Georgia. Grimm murió al año siguiente.
La catedral, de 40 metros de altura y con una cúpula de 13 metros, fue construida para ser la más grande de la región del Cáucaso. Las obras de arte internas se inspiraron en la catedral de Cristo Salvador en Moscú y la catedral de San Vladimir en Kiev, recientemente terminadas. Los iconos se basaron en prototipos de Fyodor Bruni y Victor Vasnetsov.
La catedral fue administrada por el Exarcado de Georgia hasta 1917, cuando pasó al patriarcado ortodoxo georgiano autocéfalo recientemente restablecido. En febrero de 1921, su cementerio se convirtió en un cementerio para los cadetes (junkers) de la Escuela Militar de Georgia que cayeron en los combates con el Ejército Rojo soviético. En 1930, la Catedral fue demolida por el gobierno soviético para construir la Casa de Gobierno de la República Socialista Soviética de Georgia (más tarde la sede del Parlamento de Georgia) en su lugar.